# Élections cantonales de 2004 dans la Manche
Les élections cantonales ont eu lieu les 21 mars et 28 mars 2004.
Lors de ces élections, 26 des 52 cantons de la Manche ont été renouvelés. Elles ont vu la reconduction de la majorité UMP dirigée par Jean-François Le Grand, président du conseil général depuis 1998.

## Résultats à l’échelle du département
Répartition départementale des résultats (2e tour).
- PS (38,32 %)
- DVG (4,36 %)
- Divers (6,09 %)
- UMP (34,83 %)
- DVD (16,4 %)

| Étiquette      | Étiquette                          | Premier tour | Premier tour | Second tour | Second tour | Sièges |
| Étiquette      | Étiquette                          | Voix         | %            | Voix        | %           | Sièges |
| -------------- | ---------------------------------- | ------------ | ------------ | ----------- | ----------- | ------ |
|                | Parti socialiste                   | 16 824       | 16,05        | 27 117      | 38,32       | 6      |
|                | Parti communiste français          | 7 013        | 6,69         |             |             |        |
|                | Divers gauche                      | 7 788        | 7,43         | 3 087       | 4,36        | 3      |
|                | Extrême gauche                     | 1 417        | 1,35         |             |             |        |
|                | Les Verts                          | 1 298        | 1,24         |             |             |        |
|                | Parti radical de gauche            | 778          | 0,74         |             |             |        |
| Gauche         | Gauche                             | 35 118       | 33,50        | 30 204      | 42,68       | 9      |
|                |                                    |              |              |             |             |        |
|                | Divers droite                      | 28 615       | 27,30        | 11 605      | 16,40       | 9      |
|                | Union pour un mouvement populaire  | 26 215       | 25,01        | 24 649      | 34,83       | 7      |
|                | Front national                     | 10 406       | 9,93         |             |             |        |
|                | Union pour la démocratie française | 930          | 0,89         |             |             |        |
|                | Extrême droite                     | 84           | 0,08         |             |             |        |
| Droite         | Droite                             | 66 250       | 63,21        | 36 254      | 51,23       | 16     |
|                |                                    |              |              |             |             |        |
|                | Divers                             | 3 442        | 3,28         | 4 310       | 6,09        | 1      |
|                |                                    |              |              |             |             |        |
| Inscrits       | Inscrits                           | 173 202      | 100,00       | 113 919     | 100,00      |        |
| Abstention     | Abstention                         | 62 927       | 36,33        | 39 292      | 34,49       |        |
| Votants        | Votants                            | 110 275      | 63,67        | 74 627      | 65,51       |        |
| Blancs et nuls | Blancs et nuls                     | 5 465        | 4,96         | 3 859       | 5,17        |        |
| Exprimés       | Exprimés                           | 104 810      | 95,04        | 70 768      | 94,83       |        |

## Résultats par canton

### Canton de Barneville-Carteret
| Candidats      | Candidats         | Étiquette      | Premier tour | Premier tour |
| Candidats      | Candidats         | Étiquette      | Voix         | %            |
| -------------- | ----------------- | -------------- | ------------ | ------------ |
|                | Dieudonné Renaux* | DVG            | 2 011        | 53,73        |
|                | Claude Dupont     | DVD            | 1 010        | 26,98        |
|                | Yohann Lenoël     | FN             | 379          | 10,13        |
|                | Bernard Mollet    | UMP            | 343          | 9,16         |
|                |                   |                |              |              |
| Inscrits       | Inscrits          | Inscrits       | 5 979        | 100,00       |
| Abstention     | Abstention        | Abstention     | 2 101        | 35,14        |
| Votants        | Votants           | Votants        | 3 878        | 64,86        |
| Blancs et nuls | Blancs et nuls    | Blancs et nuls | 135          | 3,48         |
| Exprimés       | Exprimés          | Exprimés       | 3 743        | 96,52        |

*sortant

### Canton de Beaumont-Hague
| Candidats      | Candidats       | Étiquette      | Premier tour | Premier tour |
| Candidats      | Candidats       | Étiquette      | Voix         | %            |
| -------------- | --------------- | -------------- | ------------ | ------------ |
|                | Michel Laurent* | DVD            | 3 035        | 63,16        |
|                | Louis Avoine    | PCF            | 1 266        | 26,35        |
|                | Françoise Gires | FN             | 504          | 10,49        |
|                |                 |                |              |              |
| Inscrits       | Inscrits        | Inscrits       | 7 939        | 100,00       |
| Abstention     | Abstention      | Abstention     | 2 808        | 35,37        |
| Votants        | Votants         | Votants        | 5 131        | 64,63        |
| Blancs et nuls | Blancs et nuls  | Blancs et nuls | 326          | 6,35         |
| Exprimés       | Exprimés        | Exprimés       | 4 805        | 93,65        |

*sortant

### Canton de Brécey
| Candidats      | Candidats          | Étiquette      | Premier tour | Premier tour |
| Candidats      | Candidats          | Étiquette      | Voix         | %            |
| -------------- | ------------------ | -------------- | ------------ | ------------ |
|                | Bernard Tréhet*    | UMP            | 1 942        | 68,45        |
|                | Jean-Michel Blimer | PCF            | 531          | 18,72        |
|                | Jean-Marc Denier   | FN             | 364          | 12,83        |
|                |                    |                |              |              |
| Inscrits       | Inscrits           | Inscrits       | 4 503        | 100,00       |
| Abstention     | Abstention         | Abstention     | 1 389        | 30,85        |
| Votants        | Votants            | Votants        | 3 114        | 69,15        |
| Blancs et nuls | Blancs et nuls     | Blancs et nuls | 277          | 8,90         |
| Exprimés       | Exprimés           | Exprimés       | 2 837        | 91,10        |

*sortant

### Canton de Bréhal
| Candidats      | Candidats          | Étiquette      | Premier tour | Premier tour | Second tour | Second tour |
| Candidats      | Candidats          | Étiquette      | Voix         | %            | Voix        | %           |
| -------------- | ------------------ | -------------- | ------------ | ------------ | ----------- | ----------- |
|                | Jean-Marie Remoue* | UMP            | 2 151        | 41,51        | 2 500       | 46,83       |
|                | Jacques Allain     | SE             | 1 334        | 25,74        | 1 367       | 25,60       |
|                | Denis Prize        | PS             | 996          | 19,22        | 1 472       | 27,57       |
|                | Roger Viseux       | FN             | 508          | 9,80         |             |             |
|                | Jean-Louis Joubert | PCF            | 193          | 3,72         |             |             |
|                |                    |                |              |              |             |             |
| Inscrits       | Inscrits           | Inscrits       | 8 405        | 100,00       | 8 404       | 100,00      |
| Abstention     | Abstention         | Abstention     | 2 996        | 35,65        | 2 857       | 34,00       |
| Votants        | Votants            | Votants        | 5 409        | 64,35        | 5 547       | 66,00       |
| Blancs et nuls | Blancs et nuls     | Blancs et nuls | 227          | 4,20         | 208         | 3,75        |
| Exprimés       | Exprimés           | Exprimés       | 5 182        | 95,80        | 5 339       | 96,25       |

*sortant

### Canton de Bricquebec
| Candidats      | Candidats            | Étiquette      | Premier tour | Premier tour |
| Candidats      | Candidats            | Étiquette      | Voix         | %            |
| -------------- | -------------------- | -------------- | ------------ | ------------ |
|                | Patrice Pillet*      | DVD            | 2 470        | 54,35        |
|                | Jean-Pierre Krawczyk | PS             | 1 098        | 24,16        |
|                | Emmanuel Regnouf     | FN             | 528          | 11,62        |
|                | Ginette Bihel        | PCF            | 449          | 9,88         |
|                |                      |                |              |              |
| Inscrits       | Inscrits             | Inscrits       | 7 705        | 100,00       |
| Abstention     | Abstention           | Abstention     | 2 963        | 38,46        |
| Votants        | Votants              | Votants        | 4 742        | 61,54        |
| Blancs et nuls | Blancs et nuls       | Blancs et nuls | 197          | 4,15         |
| Exprimés       | Exprimés             | Exprimés       | 4 545        | 95,85        |

*sortant

### Canton de Carentan
| Candidats      | Candidats             | Étiquette      | Premier tour | Premier tour | Second tour | Second tour |
| Candidats      | Candidats             | Étiquette      | Voix         | %            | Voix        | %           |
| -------------- | --------------------- | -------------- | ------------ | ------------ | ----------- | ----------- |
|                | Jean-François Landry* | UMP            | 1 856        | 35,59        | 2 607       | 49,67       |
|                | Hervé Houel           | PS             | 1 106        | 21,21        | 2 642       | 50,33       |
|                | Pierre Fauvel         | FN             | 778          | 14,92        |             |             |
|                | Nelly Ziad-Forest     | DVD            | 729          | 13,98        |             |             |
|                | Louis Kerfourn        | DVG            | 476          | 9,13         |             |             |
|                | Denis Tardiveau       | PCF            | 270          | 5,18         |             |             |
|                |                       |                |              |              |             |             |
| Inscrits       | Inscrits              | Inscrits       | 8 861        | 100,00       | 8 859       | 100,00      |
| Abstention     | Abstention            | Abstention     | 3 448        | 38,91        | 3 275       | 36,97       |
| Votants        | Votants               | Votants        | 5 413        | 61,09        | 5 584       | 63,03       |
| Blancs et nuls | Blancs et nuls        | Blancs et nuls | 198          | 3,66         | 335         | 6,00        |
| Exprimés       | Exprimés              | Exprimés       | 5 215        | 96,34        | 5 249       | 94,00       |

*sortant

### Canton de Cherbourg-Sud-Est
| Candidats      | Candidats        | Étiquette      | Premier tour | Premier tour | Second tour | Second tour |
| Candidats      | Candidats        | Étiquette      | Voix         | %            | Voix        | %           |
| -------------- | ---------------- | -------------- | ------------ | ------------ | ----------- | ----------- |
|                | Michel Louiset*  | PS             | 1 906        | 49,99        | 2 650       | 65,69       |
|                | Sophie Hery      | UMP            | 1 095        | 28,72        | 1 384       | 34,31       |
|                | René Quertan     | FN             | 369          | 9,68         |             |             |
|                | Régine Mrowka    | EXG            | 242          | 6,35         |             |             |
|                | Richard Delestre | PCF            | 201          | 5,27         |             |             |
|                |                  |                |              |              |             |             |
| Inscrits       | Inscrits         | Inscrits       | 7 112        | 100,00       | 7 112       | 100,00      |
| Abstention     | Abstention       | Abstention     | 3 155        | 44,36        | 2 913       | 40,96       |
| Votants        | Votants          | Votants        | 3 957        | 55,64        | 4 199       | 59,04       |
| Blancs et nuls | Blancs et nuls   | Blancs et nuls | 144          | 3,64         | 165         | 3,93        |
| Exprimés       | Exprimés         | Exprimés       | 3 813        | 96,36        | 4 034       | 96,07       |

*sortant

### Canton de Coutances
| Candidats      | Candidats         | Étiquette      | Premier tour | Premier tour | Second tour | Second tour |
| Candidats      | Candidats         | Étiquette      | Voix         | %            | Voix        | %           |
| -------------- | ----------------- | -------------- | ------------ | ------------ | ----------- | ----------- |
|                | Alain Cousin*     | UMP            | 2 011        | 40,29        | 2 507       | 48,07       |
|                | Claude Perier     | PS             | 1 286        | 25,77        | 2 708       | 51,93       |
|                | Casimir Muszynski | PRG            | 778          | 15,59        |             |             |
|                | Alain Rousselet   | FN             | 420          | 8,42         |             |             |
|                | Alain Davry       | DVD            | 313          | 6,27         |             |             |
|                | Alain Yonnet      | PCF            | 183          | 3,67         |             |             |
|                |                   |                |              |              |             |             |
| Inscrits       | Inscrits          | Inscrits       | 8 547        | 100,00       | 8 547       | 100,00      |
| Abstention     | Abstention        | Abstention     | 3 300        | 38,61        | 3 055       | 35,74       |
| Votants        | Votants           | Votants        | 5 247        | 61,39        | 5 492       | 64,26       |
| Blancs et nuls | Blancs et nuls    | Blancs et nuls | 256          | 4,88         | 277         | 5,04        |
| Exprimés       | Exprimés          | Exprimés       | 4 991        | 95,12        | 5 215       | 94,96       |

*sortant

### Canton d'Équeurdreville-Hainneville
| Candidats      | Candidats          | Étiquette      | Premier tour | Premier tour | Second tour | Second tour |
| Candidats      | Candidats          | Étiquette      | Voix         | %            | Voix        | %           |
| -------------- | ------------------ | -------------- | ------------ | ------------ | ----------- | ----------- |
|                | Pierre Bihet*      | PS             | 4 298        | 42,97        | 6 658       | 65,44       |
|                | David Margueritte  | UMP            | 1 926        | 19,25        | 3 516       | 34,56       |
|                | Audrey Hemery      | FN             | 977          | 9,77         |             |             |
|                | Daniel Bosquet     | Verts          | 882          | 8,82         |             |             |
|                | Lionel Helie       | DVD            | 874          | 8,74         |             |             |
|                | Philippe Le Falher | EXG            | 582          | 5,82         |             |             |
|                | Michel Melet       | PCF            | 464          | 4,64         |             |             |
|                |                    |                |              |              |             |             |
| Inscrits       | Inscrits           | Inscrits       | 17 729       | 100,00       | 17 729      | 100,00      |
| Abstention     | Abstention         | Abstention     | 7 340        | 41,40        | 6 894       | 38,89       |
| Votants        | Votants            | Votants        | 10 389       | 58,60        | 10 835      | 61,11       |
| Blancs et nuls | Blancs et nuls     | Blancs et nuls | 386          | 3,72         | 661         | 6,10        |
| Exprimés       | Exprimés           | Exprimés       | 10 003       | 96,28        | 10 174      | 93,90       |

*sortant

### Canton de La Haye-du-Puits
| Candidats      | Candidats              | Étiquette      | Premier tour | Premier tour | Second tour | Second tour |
| Candidats      | Candidats              | Étiquette      | Voix         | %            | Voix        | %           |
| -------------- | ---------------------- | -------------- | ------------ | ------------ | ----------- | ----------- |
|                | Jacqueline Chanoni*    | DVD            | 1 423        | 37,08        | 1 475       | 36,96       |
|                | Gérard de la Fourniere | DVD            | 1 051        | 27,38        | 1 294       | 32,42       |
|                | Stéphane Travert       | PS             | 980          | 25,53        | 1 222       | 30,62       |
|                | Paulette Vincent       | FN             | 384          | 10,01        |             |             |
|                |                        |                |              |              |             |             |
| Inscrits       | Inscrits               | Inscrits       | 6 184        | 100,00       | 6 183       | 100,00      |
| Abstention     | Abstention             | Abstention     | 2 170        | 35,09        | 2 039       | 32,98       |
| Votants        | Votants                | Votants        | 4 014        | 64,91        | 4 144       | 67,02       |
| Blancs et nuls | Blancs et nuls         | Blancs et nuls | 176          | 4,38         | 153         | 3,69        |
| Exprimés       | Exprimés               | Exprimés       | 3 838        | 95,62        | 3 991       | 96,31       |

*sortant

### Canton d'Isigny-le-Buat
| Candidats      | Candidats          | Étiquette      | Premier tour | Premier tour | Second tour | Second tour |
| Candidats      | Candidats          | Étiquette      | Voix         | %            | Voix        | %           |
| -------------- | ------------------ | -------------- | ------------ | ------------ | ----------- | ----------- |
|                | Alain Derolez      | UMP            | 743          | 39,56        | 934         | 47,34       |
|                | Louis Desloges     | SE             | 589          | 31,36        | 1 039       | 52,66       |
|                | Frédéric Marchetti | SE             | 401          | 21,35        | Retrait     | Retrait     |
|                | Marc Brière        | PCF            | 81           | 4,31         |             |             |
|                | Cécile Urban       | FN             | 64           | 3,41         |             |             |
|                |                    |                |              |              |             |             |
| Inscrits       | Inscrits           | Inscrits       | 2 451        | 100,00       | 2 451       | 100,00      |
| Abstention     | Abstention         | Abstention     | 517          | 21,09        | 416         | 16,97       |
| Votants        | Votants            | Votants        | 1 934        | 78,91        | 2 035       | 83,03       |
| Blancs et nuls | Blancs et nuls     | Blancs et nuls | 56           | 2,90         | 62          | 3,05        |
| Exprimés       | Exprimés           | Exprimés       | 1 878        | 97,10        | 1 973       | 96,95       |

### Canton de Juvigny-le-Tertre
| Candidats      | Candidats        | Étiquette      | Premier tour | Premier tour |
| Candidats      | Candidats        | Étiquette      | Voix         | %            |
| -------------- | ---------------- | -------------- | ------------ | ------------ |
|                | Philippe Huguet* | DVD            | 1 103        | 84,78        |
|                | Sylvine Mauger   | FN             | 103          | 7,92         |
|                | Daniel Lelièvre  | PCF            | 95           | 7,30         |
|                |                  |                |              |              |
| Inscrits       | Inscrits         | Inscrits       | 2 056        | 100,00       |
| Abstention     | Abstention       | Abstention     | 642          | 31,23        |
| Votants        | Votants          | Votants        | 1 414        | 68,77        |
| Blancs et nuls | Blancs et nuls   | Blancs et nuls | 113          | 7,99         |
| Exprimés       | Exprimés         | Exprimés       | 1 301        | 92,01        |

*sortant

### Canton de Percy
| Candidats      | Candidats      | Étiquette      | Premier tour | Premier tour |
| Candidats      | Candidats      | Étiquette      | Voix         | %            |
| -------------- | -------------- | -------------- | ------------ | ------------ |
|                | Jean Le Maux*  | DVD            | 1 471        | 59,34        |
|                | Pascal Renouf  | DVD            | 761          | 30,70        |
|                | Anita Noury    | FN             | 247          | 9,96         |
|                |                |                |              |              |
| Inscrits       | Inscrits       | Inscrits       | 4 002        | 100,00       |
| Abstention     | Abstention     | Abstention     | 1 338        | 33,43        |
| Votants        | Votants        | Votants        | 2 664        | 66,57        |
| Blancs et nuls | Blancs et nuls | Blancs et nuls | 185          | 6,94         |
| Exprimés       | Exprimés       | Exprimés       | 2 479        | 93,06        |

*sortant

### Canton de Periers
| Candidats      | Candidats            | Étiquette      | Premier tour | Premier tour | Second tour | Second tour |
| Candidats      | Candidats            | Étiquette      | Voix         | %            | Voix        | %           |
| -------------- | -------------------- | -------------- | ------------ | ------------ | ----------- | ----------- |
|                | Hubert Lenormand     | DVD            | 983          | 32,67        | 1 742       | 55,46       |
|                | Léon Ourry*          | DVG            | 877          | 29,15        | 1 399       | 44,54       |
|                | Damien Pillon        | DVD            | 544          | 18,08        | Retrait     | Retrait     |
|                | Marie-Pierre Bruneau | UDF            | 289          | 9,60         |             |             |
|                | Hermann Le Rachinel  | FN             | 234          | 7,78         |             |             |
|                | Patrice Lecardonnel  | SE             | 82           | 2,73         |             |             |
|                |                      |                |              |              |             |             |
| Inscrits       | Inscrits             | Inscrits       | 4 625        | 100,00       | 4 624       | 100,00      |
| Abstention     | Abstention           | Abstention     | 1 497        | 32,37        | 1 345       | 29,09       |
| Votants        | Votants              | Votants        | 3 128        | 67,63        | 3 279       | 70,91       |
| Blancs et nuls | Blancs et nuls       | Blancs et nuls | 119          | 3,80         | 138         | 4,21        |
| Exprimés       | Exprimés             | Exprimés       | 3 009        | 96,20        | 3 141       | 95,79       |

*sortant

### Canton de Pontorson
| Candidats      | Candidats          | Étiquette      | Premier tour | Premier tour |
| Candidats      | Candidats          | Étiquette      | Voix         | %            |
| -------------- | ------------------ | -------------- | ------------ | ------------ |
|                | Patrick Larivière* | DVG            | 1 616        | 50,74        |
|                | Éric Vannier       | DVD            | 1 192        | 37,43        |
|                | Dominique Touzot   | FN             | 377          | 11,84        |
|                |                    |                |              |              |
| Inscrits       | Inscrits           | Inscrits       | 5 150        | 100,00       |
| Abstention     | Abstention         | Abstention     | 1 693        | 32,87        |
| Votants        | Votants            | Votants        | 3 457        | 67,13        |
| Blancs et nuls | Blancs et nuls     | Blancs et nuls | 272          | 7,87         |
| Exprimés       | Exprimés           | Exprimés       | 3 185        | 92,13        |

*sortant

### Canton de Saint-James
| Candidats      | Candidats         | Étiquette      | Premier tour | Premier tour |
| Candidats      | Candidats         | Étiquette      | Voix         | %            |
| -------------- | ----------------- | -------------- | ------------ | ------------ |
|                | Paul Delaunay*    | DVG            | 2 060        | 59,13        |
|                | Joëlle Boullanger | DVD            | 999          | 28,67        |
|                | Élisabeth Touzot  | FN             | 279          | 8,01         |
|                | Claude Jensen     | EXG            | 146          | 4,19         |
|                |                   |                |              |              |
| Inscrits       | Inscrits          | Inscrits       | 5 260        | 100,00       |
| Abstention     | Abstention        | Abstention     | 1 615        | 30,70        |
| Votants        | Votants           | Votants        | 3 645        | 69,30        |
| Blancs et nuls | Blancs et nuls    | Blancs et nuls | 161          | 4,42         |
| Exprimés       | Exprimés          | Exprimés       | 3 484        | 95,58        |

*sortant

### Canton de Saint-Jean-de-Daye
| Candidats      | Candidats              | Étiquette      | Premier tour | Premier tour | Second tour | Second tour |
| Candidats      | Candidats              | Étiquette      | Voix         | %            | Voix        | %           |
| -------------- | ---------------------- | -------------- | ------------ | ------------ | ----------- | ----------- |
|                | Lucien Boem            | PS             | 918          | 30,49        | 1 627       | 53,98       |
|                | François Huault        | UMP            | 820          | 27,23        | 1 387       | 46,02       |
|                | Hubert Lhonneur        | UMP            | 441          | 14,65        |             |             |
|                | André Hurel            | DVD            | 377          | 12,52        |             |             |
|                | Marie-Christine Jamier | FN             | 336          | 11,16        |             |             |
|                | Serge Cany             | PCF            | 119          | 3,95         |             |             |
|                |                        |                |              |              |             |             |
| Inscrits       | Inscrits               | Inscrits       | 4 844        | 100,00       | 4 844       | 100,00      |
| Abstention     | Abstention             | Abstention     | 1 698        | 35,05        | 1 623       | 33,51       |
| Votants        | Votants                | Votants        | 3 146        | 64,95        | 3 221       | 66,49       |
| Blancs et nuls | Blancs et nuls         | Blancs et nuls | 135          | 4,29         | 207         | 6,43        |
| Exprimés       | Exprimés               | Exprimés       | 3 011        | 95,71        | 3 014       | 93,57       |

### Canton de Saint-Lô-Ouest
| Candidats      | Candidats           | Étiquette      | Premier tour | Premier tour | Second tour | Second tour |
| Candidats      | Candidats           | Étiquette      | Voix         | %            | Voix        | %           |
| -------------- | ------------------- | -------------- | ------------ | ------------ | ----------- | ----------- |
|                | Michel Chaignon     | PS             | 1 798        | 30,05        | 2 980       | 48,33       |
|                | François Brière     | UMP            | 1 459        | 24,39        | 3 186       | 51,67       |
|                | André Simon         | DVD            | 885          | 14,79        |             |             |
|                | Jean-Yves Lemetayer | UMP            | 724          | 12,10        |             |             |
|                | Anne Novoa          | DVD            | 401          | 6,70         |             |             |
|                | Alain Taillepied    | FN             | 385          | 6,43         |             |             |
|                | Françoise Vindard   | EXG            | 136          | 2,27         |             |             |
|                | Dominique Jouin     | PCF            | 102          | 1,70         |             |             |
|                | Brigitte Monvoisin  | EXG            | 93           | 1,55         |             |             |
|                |                     |                |              |              |             |             |
| Inscrits       | Inscrits            | Inscrits       | 9 616        | 100,00       | 9 617       | 100,00      |
| Abstention     | Abstention          | Abstention     | 3 402        | 35,38        | 3 181       | 33,08       |
| Votants        | Votants             | Votants        | 6 214        | 64,62        | 6 436       | 66,92       |
| Blancs et nuls | Blancs et nuls      | Blancs et nuls | 231          | 3,72         | 270         | 4,20        |
| Exprimés       | Exprimés            | Exprimés       | 5 983        | 96,28        | 6 166       | 95,80       |

### Canton de Saint-Malo-de-la-Lande
| Candidats      | Candidats        | Étiquette      | Premier tour | Premier tour |
| Candidats      | Candidats        | Étiquette      | Voix         | %            |
| -------------- | ---------------- | -------------- | ------------ | ------------ |
|                | Érick Beaufils*  | UMP            | 3 159        | 66,94        |
|                | Érick Pontais    | PCF            | 994          | 21,06        |
|                | Renée Taillepied | FN             | 566          | 11,99        |
|                |                  |                |              |              |
| Inscrits       | Inscrits         | Inscrits       | 7 819        | 100,00       |
| Abstention     | Abstention       | Abstention     | 2 772        | 35,45        |
| Votants        | Votants          | Votants        | 5 047        | 64,55        |
| Blancs et nuls | Blancs et nuls   | Blancs et nuls | 328          | 6,50         |
| Exprimés       | Exprimés         | Exprimés       | 4 719        | 93,50        |

*sortant

### Canton de Sainte-Mère-Église
| Candidats      | Candidats          | Étiquette      | Premier tour | Premier tour | Second tour | Second tour |
| Candidats      | Candidats          | Étiquette      | Voix         | %            | Voix        | %           |
| -------------- | ------------------ | -------------- | ------------ | ------------ | ----------- | ----------- |
|                | Marc Lefevre*      | DVD            | 1 572        | 44,82        | 1 878       | 54,15       |
|                | Élisabeth Aubert   | PS             | 861          | 24,55        | 1 590       | 45,85       |
|                | Albert Vigier      | FN             | 571          | 16,28        |             |             |
|                | Françoise Delahaye | DVD            | 503          | 14,34        |             |             |
|                |                    |                |              |              |             |             |
| Inscrits       | Inscrits           | Inscrits       | 5 840        | 100,00       | 5 841       | 100,00      |
| Abstention     | Abstention         | Abstention     | 2 163        | 37,04        | 2 136       | 36,57       |
| Votants        | Votants            | Votants        | 3 677        | 62,96        | 3 705       | 63,43       |
| Blancs et nuls | Blancs et nuls     | Blancs et nuls | 170          | 4,62         | 237         | 6,40        |
| Exprimés       | Exprimés           | Exprimés       | 3 507        | 95,38        | 3 468       | 93,60       |

*sortant

### Canton de Saint-Pierre-Église
| Candidats      | Candidats            | Étiquette      | Premier tour | Premier tour | Second tour | Second tour |
| Candidats      | Candidats            | Étiquette      | Voix         | %            | Voix        | %           |
| -------------- | -------------------- | -------------- | ------------ | ------------ | ----------- | ----------- |
|                | Christine Lebacheley | UMP            | 1 781        | 43,73        | 2 392       | 58,63       |
|                | Bernard Buard        | DVG            | 748          | 18,36        | 1 688       | 41,37       |
|                | Jean-Louis Matelot   | DVD            | 699          | 17,16        | Retrait     | Retrait     |
|                | Suzanne Ozanne       | FN             | 381          | 9,35         |             |             |
|                | Christian Leonard    | PCF            | 233          | 5,72         |             |             |
|                | Albert Mahieu        | DVD            | 231          | 5,67         |             |             |
|                |                      |                |              |              |             |             |
| Inscrits       | Inscrits             | Inscrits       | 6 704        | 100,00       | 6 705       | 100,00      |
| Abstention     | Abstention           | Abstention     | 2 467        | 36,80        | 2 364       | 35,26       |
| Votants        | Votants              | Votants        | 4 237        | 63,20        | 4 341       | 64,74       |
| Blancs et nuls | Blancs et nuls       | Blancs et nuls | 164          | 3,87         | 261         | 6,01        |
| Exprimés       | Exprimés             | Exprimés       | 4 073        | 96,13        | 4 080       | 93,99       |

### Canton de Sourdeval
| Candidats      | Candidats         | Étiquette      | Premier tour | Premier tour | Second tour | Second tour |
| Candidats      | Candidats         | Étiquette      | Voix         | %            | Voix        | %           |
| -------------- | ----------------- | -------------- | ------------ | ------------ | ----------- | ----------- |
|                | Albert Bazire*    | UMP            | 1 134        | 40,60        | 1 481       | 51,39       |
|                | Jean-Marie Brard  | DVD            | 783          | 28,03        | 1 401       | 48,61       |
|                | Jean-Louis Morvan | UDF            | 641          | 22,95        | Retrait     | Retrait     |
|                | Denise Lebas      | FN             | 117          | 4,19         |             |             |
|                | Francis Moulin    | PCF            | 96           | 3,44         |             |             |
|                | Sylviane Pottier  | EXD            | 22           | 0,79         |             |             |
|                |                   |                |              |              |             |             |
| Inscrits       | Inscrits          | Inscrits       | 3 952        | 100,00       | 3 952       | 100,00      |
| Abstention     | Abstention        | Abstention     | 1 039        | 26,29        | 933         | 23,61       |
| Votants        | Votants           | Votants        | 2 913        | 73,71        | 3 019       | 76,39       |
| Blancs et nuls | Blancs et nuls    | Blancs et nuls | 120          | 4,12         | 137         | 4,54        |
| Exprimés       | Exprimés          | Exprimés       | 2 793        | 95,88        | 2 882       | 95,46       |

*sortant

### Canton du Teilleul
| Candidats      | Candidats               | Étiquette      | Premier tour | Premier tour |
| Candidats      | Candidats               | Étiquette      | Voix         | %            |
| -------------- | ----------------------- | -------------- | ------------ | ------------ |
|                | Jean Bizet*             | UMP            | 1 056        | 70,21        |
|                | Marie-Henriette Pinchon | FN             | 195          | 12,97        |
|                | Anne-Marie Blimer       | PCF            | 191          | 12,70        |
|                | Joël Gautier            | EXD            | 62           | 4,12         |
|                |                         |                |              |              |
| Inscrits       | Inscrits                | Inscrits       | 2 640        | 100,00       |
| Abstention     | Abstention              | Abstention     | 948          | 35,91        |
| Votants        | Votants                 | Votants        | 1 692        | 64,09        |
| Blancs et nuls | Blancs et nuls          | Blancs et nuls | 188          | 11,11        |
| Exprimés       | Exprimés                | Exprimés       | 1 504        | 88,89        |

*sortant

### Canton de Torigni-sur-Vire
| Candidats      | Candidats              | Étiquette      | Premier tour | Premier tour | Second tour | Second tour |
| Candidats      | Candidats              | Étiquette      | Voix         | %            | Voix        | %           |
| -------------- | ---------------------- | -------------- | ------------ | ------------ | ----------- | ----------- |
|                | Jean-Pierre Enguerrand | DVD            | 2 300        | 40,93        | 3 815       | 66,71       |
|                | Roland Dives           | UMP            | 1 415        | 25,18        | Retrait     | Retrait     |
|                | Philippe Compère       | SE             | 1 036        | 18,44        | 1 904       | 33,29       |
|                | Marie-Astrid Letondot  | FN             | 607          | 10,80        |             |             |
|                | Gilbert Boudin         | PCF            | 261          | 4,64         |             |             |
|                |                        |                |              |              |             |             |
| Inscrits       | Inscrits               | Inscrits       | 9 057        | 100,00       | 9 058       | 100,00      |
| Abstention     | Abstention             | Abstention     | 3 053        | 33,71        | 2 904       | 32,06       |
| Votants        | Votants                | Votants        | 6 004        | 66,29        | 6 154       | 67,94       |
| Blancs et nuls | Blancs et nuls         | Blancs et nuls | 385          | 6,41         | 435         | 7,07        |
| Exprimés       | Exprimés               | Exprimés       | 5 619        | 93,59        | 5 719       | 92,93       |

### Canton de Valognes
| Candidats      | Candidats                     | Étiquette      | Premier tour | Premier tour | Second tour | Second tour |
| Candidats      | Candidats                     | Étiquette      | Voix         | %            | Voix        | %           |
| -------------- | ----------------------------- | -------------- | ------------ | ------------ | ----------- | ----------- |
|                | Claude Gatignol*              | UMP            | 2 159        | 37,99        | 2 755       | 43,57       |
|                | Yves Neel                     | PS             | 1 577        | 27,75        | 3 568       | 56,43       |
|                | Rémi Besselièvre              | PCF            | 910          | 16,01        |             |             |
|                | Jean-Marc Joly                | Verts          | 416          | 7,32         |             |             |
|                | Christophe Lepoittevin-Dubost | FN             | 403          | 7,09         |             |             |
|                | Christian Lerouvillois        | EXG            | 218          | 3,84         |             |             |
|                |                               |                |              |              |             |             |
| Inscrits       | Inscrits                      | Inscrits       | 9 993        | 100,00       | 9 993       | 100,00      |
| Abstention     | Abstention                    | Abstention     | 4 023        | 40,26        | 3 357       | 33,59       |
| Votants        | Votants                       | Votants        | 5 970        | 59,74        | 6 636       | 66,41       |
| Blancs et nuls | Blancs et nuls                | Blancs et nuls | 287          | 4,81         | 313         | 4,72        |
| Exprimés       | Exprimés                      | Exprimés       | 5 683        | 95,19        | 6 323       | 95,28       |

*sortant

### Canton de Villedieu-les-Poêles
| Candidats      | Candidats          | Étiquette      | Premier tour | Premier tour |
| Candidats      | Candidats          | Étiquette      | Voix         | %            |
| -------------- | ------------------ | -------------- | ------------ | ------------ |
|                | Jean-Yves Guillou* | DVD            | 2 161        | 59,86        |
|                | Éric Lehericy      | DVD            | 745          | 20,64        |
|                | Janine Collart     | PCF            | 374          | 10,36        |
|                | Antoine Steppe     | FN             | 330          | 9,14         |
|                |                    |                |              |              |
| Inscrits       | Inscrits           | Inscrits       | 6 229        | 100,00       |
| Abstention     | Abstention         | Abstention     | 2 390        | 38,37        |
| Votants        | Votants            | Votants        | 3 839        | 61,63        |
| Blancs et nuls | Blancs et nuls     | Blancs et nuls | 229          | 5,97         |
| Exprimés       | Exprimés           | Exprimés       | 3 610        | 94,03        |

*sortant